# Leslie Stephen
Sir Leslie Stephen (Londra, 28 novembre 1832 – Londra, 22 febbraio 1904) è stato un critico letterario, filosofo e alpinista britannico,  padre di Vanessa Bell e Virginia Woolf, fratello del giurista e politologo James Fitzjames Stephen.
Fu autore e primo editore dell'Oxford Dictionary of National Biography.

## Biografia
Leslie Stephen nacque in una famiglia dell'aristocrazia colta inglese, figlio di Sir James Stephen, sottosegretario alle colonie e di Jane Catherine Venn (figlia di John Venn) e fratello del giurista James Fitzjames Stephen. I suoi familiari erano seguaci della Setta di Clapham, un movimento di cristiani evangelici sostenitori della causa abolizionista nel XVIII secolo. Dopo avere studiato a Eton, al King's College  e al Trinity Hall, si laureò nel 1854 all'Università di Cambridge, conseguendo il dottorato nel 1857. Rimase per molti anni a Cambridge come fellow e tutor, dove insegnò anche matematica. 
Storico e giornalista, fu redattore nel giornale del Club Alpino Inglese, di cui fu direttore dal 1868 al 1871. Cofondatore del Club Alpino, tra il 1865 e il 1868, ne divenne prima vice-presidente e poi presidente. Narrò in seguito le sue esperienze e la sua formazione in un capitolo della sua Life of Fawcett e Cambridge: By a Don (1865).
Divenne sacerdote della Chiesa d'Inghilterra fino a quando non si evolse in un agnosticismo liberale.
La prima moglie, Harriet Marion, (1840-1875) era la figlia maggiore di Thackeray; dal matrimonio nacque una figlia, Laura Makepeace Stephen (1870-1945). Rimasto vedovo, sposò Julia Jackson, vedova di Herbert Duckworth, da cui ebbe quattro figli, due maschi, Thoby e Adrian, e due femmine, Vanessa e Virginia.

### Il letterato
Quando frequentava l'Università di Cambridge, Stephen era diventato un ecclesiastico anglicano; più tardi perse la fede. Nel 1865 si stabilì a Londra e si dedicò al giornalismo; nel 1871 divenne redattore del Cornhill Magazine, una rivista letteraria a cui collaborarono anche Stevenson, Thomas Hardy, William Edward Norris, Henry James e James Payn; contribuì anche al Saturday Review, al Fraser, al Macmillan, al Fortnightly e ad altre riviste. In precedenza, nel 1863, si era recato negli Stati Uniti dove aveva stretto amicizie, destinate a durare nel tempo, con Oliver Wendell Holmes, James Russell Lowell e Charles Eliot Norton. Si dedicava nel tempo libero all'atletica e all'alpinismo; era già famoso come scalatore e come uno dei curatori di Peaks, Passes and Glaciers (1862) allorché, in ricordo della sua prima ascensione sulle Alpi, pubblicò The Playground of Europe che, al pari di Scrambles Amongst the Alps scritto da Edward Whymper, divenne un classico della letteratura alpinistica.

### Il filosofo
In quegli anni produsse anche tre volumi di studi critici giudicati importanti contributi alla filosofia e alla storia della filosofia: La History of English Thought in the Eighteenth Century (1876 e 1881) e la Science of Ethics (1882). La seconda di queste due opere fu adottata in maniera estensiva come manuale di filosofia, e lo rese il più noto propositore britannico dell’etica evoluzionistica; la prima fu giudicata un importante contributo alla letteratura filosofica e fece guadagnare a Stephen l'elezione all'Athenaeum Club nel 1877. Stephen proponeva il recupero dei valori dell'Illuminismo inglese, propugnando un ideale "ritorno al Settecento", contro le degenerazioni del Romanticismo.
Nel 1901 venne eletto membro della American Antiquarian Society. Dal 1895 al 1901 fu il primo direttore del Dictionary of National Biography.

### L'alpinista
Leslie Stephen è stato uno dei maggiori rappresentanti dell'età d'oro dell'alpinismo. Fu tra i fondatori dell'Alpine Club (1857), di cui per alcuni anni fu anche il presidente dal 1865 al 1868. Fu editore dell'Alpine Journal dal 1868 al 1871 ed è stato il primo a scalare le seguenti grandi vette, generalmente in compagnia della sua guida favorita, lo svizzero Melchior Anderegg:
- Wildstrubel – 11 settembre 1858 con T. W. Hinchliff e Melchior Anderegg
- Bietschhorn – 13 agosto 1859 con Anton Siegen, Johann Siegen e Joseph Ebener
- Rimpfischhorn – 9 settembre 1859 con Robert Liveing, Melchior Anderegg e Johann Zumtaugwald
- Alphubel – 9 agosto 1860 con T. W. Hinchliff, Melchior Anderegg e Peter Perren
- Blüemlisalphorn – 27 agosto 1860 con Robert Liveing, Melchior Anderegg, F. Ogi, P. Simond e J. K. Stone
- Schreckhorn – 16 agosto 1861 con Ulrich Kaufmann, Christian Michel e Peter Michel
- Monte Disgrazia – 23 agosto 1862 con E. S. Kennedy, Thomas Cox e Melchior Anderegg[1]
- Lyskamm Occidentale nel gruppo del Monte Rosa- 16 agosto 1864 con Edward N. Buxton, Jakob Anderegg e Franz Biner;[2] gli alpinisti traversarono quindi al Lyskamm Orientale, compiendo anche la prima traversata dei Lyskamm.[3]
- Zinalrothorn – 22 agosto 1864 con Florence Crauford Grove, Jakob Anderegg e Melchior Anderegg
- Mont Mallet – 4 settembre 1871 con G. Loppe, F. A. Wallroth, Melchior Anderegg, Ch. e A. Tournier[4]

## Opere
- The Playground of Europe (1871)
- Essays on Free Thinking and Plain Speaking (1873)
- The History of English Thought in the Eighteenth Century (1876)
- Hours in a Library (1874-79)
- The Science of Ethics (1882)
- An Agnostic's Apology (1893)
- The Utilitarians (1900)

- Scrisse biografie di Samuel Johnson, Alexander Pope, Jonathan Swift, George Eliot e Thomas Hobbes.

- Diresse anche dal 1882 al 1891 la pubblicazione del monumentale Dictionary of National Biography[5].